# Хиченсова бритва
Хиченсова бритва је епистемолошка бритва која тврди да се терет доказивања истинитости тврдње налази код онога који износи тврдњу, а ако нема доказа, тврдња је неоснована и противници не морају да дебатују о њој како би је одбацили. Другим речима, противник не мора расправљати о неоснованим тврдњама.

## Преглед
Концепт је назван по новинару и писцу Кристоферу Хиченсу који га је у чланку из 2003. године формулисао као: "Оно што се тврди без доказа се може без доказа и оповрћи". Концепт је намерно назван Хиченсова бритва како би подсећао на Окамову бритву. Бритва се такође појављује и u Бог није велики: како религија трује све, књизи коју је Хиченс објавио 2007. године.
Хиченсова бритва је превод латинске изреке "Quod gratis asseritur, gratis negatur" која се користила у 19. веку.